# Умбелузи
Умбелузи или Имбулузи (порт. rio Umbeluzi; сваз. iMbuluzi) је река у Есватинију.